# Пова
Пова — река в России, протекает в Усть-Кубинском районе Вологодской области. Устье реки находится в 30 км по правому берегу реки Кихть. Длина реки составляет 11 км.
Исток Повы находится в лесах в 8 км к северо-западу от села Заднее и в 21 км от райцентра — села Устье. Река течёт на восток, в нижнем течении на юго-восток по ненаселённому заболоченному лесу, крупных притоков нет. Впадает в Кихть двумя километрами севернее села Заднее.

## Данные водного реестра
По данным государственного водного реестра России относится к Двинско-Печорскому бассейновому округу, водохозяйственный участок реки — озеро Кубенское и реки Сухона от истока до Кубенского гидроузла, речной подбассейн реки — Сухона. Речной бассейн реки — Северная Двина.
По данным геоинформационной системы водохозяйственного районирования территории РФ, подготовленной Федеральным агентством водных ресурсов:
- Код водного объекта в государственном водном реестре — 03020100112103000006211
- Код по гидрологической изученности (ГИ) — 103000621
- Код бассейна — 03.02.01.001
- Номер тома по ГИ — 03
- Выпуск по ГИ — 0